# Kraven utolsó vadászata
A Kraven utolsó vadászata, eredeti címén Kraven’s Last Hunt J. M. DeMatteis író és Mike Zeck rajzoló képregénye, mely 1987-ben jelent meg a Marvel Comics kiadásában. A történet a kiadó legnépszerűbb szuperhősének, Pókembernek a végső küzdelmét meséli el Kravennel a vadásszal.

## A történet megszületése
A Kraven utolsó vadászata cselekményének alapötlete 1984, 1985 körül fogalmazódott meg J. M. DeMatteisben, mely azonban megvalósulásáig számos változáson ment keresztül. Az író korai elképzelése szerint a történet főszereplője az Energikon nevű szuperhős és testvére, a bűnöző Nagy Kaszás lett volna. A kettejük közötti összecsapás után a Nagy Kaszás egy koporsóban élve temette volna el testévérét, aki hónapokkal később tért volna magához, és szabadult volna ki. Mivel Tom DeFalco, a Marvel Comics szerkesztője elutasította az ötletet, DeMatteis néhány hónappal később a DC Comics szerkesztőjét, Len Weint is felkereste. Wein ekkor a DC Batman-füzeteit felügyelte, így DeMatteis az alaphelyzet megtartása mellett a cselekmény szereplőit Batmanre és annak legnagyobb ellenfelére, Jokerre cserélte. DeFalcóhoz hasonlóan Wein is elutasította az ötletet. A szerkesztő úgy vélte, hogy DeMatteis történetének több pontja is igen hasonló egy másik Batman-tervezethez, melyen éppen Alan Moore és Brian Bolland dolgozik a kiadónál. Moore és Bolland története A gyilkos tréfa volt, mely a Kraven utolsó vadászata későbbi, végleses változatához hasonlóan az 1980-as évek egyik meghatározó képregénye lett.
DeMatteis egy évvel később ismét átdolgozta a történetet. Batmant meghagyta mint főszereplőt, a Jokert viszont Hugo Strange-re, a denevérruhás igazságtevő szintén nagy múltra visszatekintő ellenfelére cserélte. Az ötlet forrása Steve Englehart író és Marshall Rogers rajzoló egy 1970-es évekbeli, a Detective Comics oldalain megjelent története volt, melynek egyik jelenetében Strange magára öltötte Batman ruháját. DeMatteis elképzelése szerint Strange, miután látszólag meggyilkolta volna Batmant, hogy felsőbbrendűségét bizonyítsa, átvette volna annak szerepét. Len Weint ekkor már Denny O’Neil váltotta le a Batman-történetek szerkesztőjeként, de elődjéhez hasonlóan, ő is elutasította DeMatteis ötletét.
1986 őszén Jim Owsley, a Marvel legnépszerűbb szuperhősének, Pókember történeteinek szerkesztője, és Tom DeFalco, a kiadó főszerkesztőjének, Jim Shooternek a jobbkeze, megkereste DeMatteist és felajánlották neki a kiadó The Spectacular Spider-Man című sorozatának írói posztját. DeMatteis ugyan szívesebben dolgozott volna máson, de végül elfogadta Owsley és DeFalco ajánlatát. Az író úgy érezte, hogy ez az utolsó lehetősége, hogy végre megvalósítsa a „vissza a sírból”-történetét. Miután átgondolta a lehetőségeit, úgy gondolta, hogy Pókember még Batmannél is megfelelőbb szereplője lenne a cselekménynek, annak emberközelisége és természetes személyisége miatt. DeMatteis Hugo Strange mintájára egy új, hasonlóan megszállott gonosztevőt is alkotott a történet számára, majd pedig benyújtotta ötletét Owsleynak, aki elfogadta azt.
Néhány nappal a történet jóváhagyása után DeMatteis az irodájában a The Official Handbook of the Marvel Universe, a kiadó kitalált szereplőinek kézikönyv-sorozatának egyik számát nézegette, mikor megakadt a szeme Kraven leírásán. Kravent, „a vadászt” 1964-ben alkotta meg Stan Lee író és Steve Ditko rajzoló, aki azóta rendszeresen visszatérő gonosztevője volt a Pókember-füzeteknek. DeMatteis nem tartotta sokra az általa sablonosnak tekintett szereplőt, de annak orosz származása, melyről eddig még nem tudott, megragadta a gondoltait. DeMatteis nagy tisztelője volt Dosztojevszkij munkáinak, így például a Bűn és bűnhődésnek és A Karamazov testvéreknek. „Nincs még egy olyan író, aki valaha olyan briliáns módon jelenítette volna meg a létezés megrázó kettősségét, az emberi lélek misztikus magaslatait és megvetendő mélységeit, mint Dosztojevszkij.” – mondta DeMatteis, akinek nyilatkozata szerint a történet ettől kezdve egészen más irányt vett. Jim Owsley ugyan nem örült, hogy DeMatteis hirtelen meg akarja változtatni a cselekményt és annak szereplőit, de végül beleegyezett. Az ellen, hogy DeMatteis meg akarja ölni Kravent a történetben, egyik szerkesztőnek sem volt kifogása.
Az író emlékei szerint Mike Zeck rajzolót Owsley javasolta a készülő történethez. Zeck és DeMatteis az 1980-as évek első felében néhány évig már dolgoztak együtt a Marvel Amerika Kapitány nevű hősének sorozatán. A két alkotó azóta folyamatosan tartotta egymással a baráti kapcsolatot, és egyeztették éppen aktuális munkáikat, hátha ismét alkalmuk nyílik az együttműködésre. DeMatteis nyilatkozata szerint a történet utolsó eleme, a Vermin nevű szereplő éppen annak nyomán került a történetbe, hogy a tervezet rajzolója Zeck lett. Vermint, egy félig ember, félig patkány teremtményt még DeMatteis és Zeck alkotta meg Amerika Kapitány ellenfeleként korábbi közös munkájuk során.
Zeck a hat fejezetre felosztott képregény megrajzolása előtt a füzetek borítóin kezdett dolgozni, mely nagyjából egy hétig tartott. Az első, melyet elkészített a negyedik rész, idővel klasszikussá vált borítója volt, melyen Pókember kiemelkedik a sírjából. „Ha egy füzet egyik jelenetében a címszereplő kiszáll a sírjából, az olyan, minta a karácsonyi kívánságlistádról megkapnád az első helyen szereplő ajándékot.” – nyilatkozta Zeck a témáról, aki többi borítórajzot ebből az egyből kiindulva tervezett meg.

## Megjelenése
A Kraven utolsó vadászata címet Jim Salicrup találta ki, aki Owsley távozását követően vette át a Pókember-füzetek szerkesztői feladatait. DeMatteis William Blake tiszteletére a Rettentő szimmetria címet adta volna a történetnek, utalva ezzel a költő A tigris című versére. A Kraven utolsó vadászata két hónap alatt, 1987 októberében és novemberében jelent meg a Marvel Comics három rendszeres megjelenésű Pókemberhez fűződő kiadványban. Ezek a Web of Spider-Man 31–32., a The Amazing Spider-Man 293–294., és a The Spectacular Spider-Man 131–132. számai voltak. Az ötlet, hogy a történet több kiadványban, azokat összekötve jelenjen meg, szintén Salicruptól származott, mely 1987-ben még újításnak számított, később azonban elterjedt szokássá vált a képregénykiadóknál. Salicrup ezen döntésének fő oka az volt, hogy nem akarta, hogy míg az egyik füzetben Pókember a föld alatt, élve eltemetve hever, egy másik kiadványban pedig valamelyik másik ellenfelével küzdjön.

## A cselekmény
Kraven, a vadász egyre nehezebben viseli az őt körólvevő civilizált világ romlottságát, melyből kiveszett a méltóság és a becsület. Közelgő halálára készül, mely előtt azonban még bizonyítani akar. Eközben Peter Parker, Pókember egy kisstílű bűnöző, egyik informátora halála kapcsán szintén szembesül a halál gondolatával. Az esetet nem tudja kiverni a fejéből, mely egyre jobban nyugtalanítja. A városban portyázva megpróbálja kiszellőztetni a fejét, mikor Kraven rátámad. A harc során Pókember alulmarad, a vadász pedig, korábbi szokásával ellentétben, hogy nem használ lőfegyvert, egy puskával célba veszi ellenfelét, és lelövi.
Miután eltemeti ellenfelét, Kraven régi ellenfele személyazonosságát magára öltve akarja bizonyítani saját felsőbbrendűségét Pókember felett, aki az évek során számos alkalommal legyőzte őt. Megszállottságában egyre erőszakosabban bánik el az utcai bűnözőkkel. Végül a csatornarendszerben felkutatja és legyőzi Vermint, a félig ember, félig patkány kannibált, akin Pókembernek korábban csak Amerika Kapitány segítségével sikerült felülkerekednie.
Napokkal később kiderül, hogy Kravan csak elkábította Pókembert, aki miután kiássa magát a sírjából, a vadász felkutatására indul. Mikor rátalál, Kraven már nem akar harcolni vele, mondván már legyőzte őt és bizonyította, hogy minden tekintetben felsőbbrendűbb nála. Kraven szabadon engedi az elfogott Vermint, aki azonnal rátámad Pókemberre. A kannibált végül maga a vadász fékezi meg, mivel már nem kívánja régi ellenfele halálát. Kraven szabadon engedi Vermint és Pókembert, akinek megígéri, hogy soha többé nem fog vadászatra indulni. Pókember Vermin nyomába ered, Kraven pedig, aki végül megtalálta lelki békéjét, befekszik előre elkészített koporsójába és főbe lövi magát.
Miközben Pókember a vadász öngyilkosságáról mit sem tudva Vermint üldözi, a rendőrség egy névtelen telefon révén rátalál Kraven írásos vallomására a Pókember öltözékében elkövetett tetteiről. Pókember harcba száll Verminnel, akit végül kiüldöz a csatornából és átad a rendőrségnek, majd hazatér aggódó feleségéhez, Mary Jane-hez.

## Motívumok
Bár a Kraven utolsó vadászata nem sokkal Frank Miller Batman: The Dark Knight Returns és Alan Moore Watchmen című, nagy hatású munkái után jelent meg, ezek J. M. DeMatteis és Mike Zeck nyilatkozata szerint nem voltak hatással sem a történet tartalmi, sem pedig képi világára. A cselekmény borongós és zord hangulatának forrása DeMatteis akkori lelkiállapota volt, aki éppen egy válás közepén tartott. „Eltemetve éreztem magam, mint Peter Parker [Pókember]; a mélység lakójának, mint Vermin; és elveszve, kétségbeesve és széthullva, mint Szergej Kravinov [Kraven].” – írta később DeMatteis, akinek a véleménye szerint ez a magánéleti válság nagyban hozzájárult ahhoz, hogy a történet szereplőinek érzései igen őszintén jelennek meg a cselekményben. A Kraven utolsó vadászatának megírása ugyanakkor egyfajta terápiát is jelentett számára.
DeMatteis véleménye szerint Peter Parker, Pókember a szuperhős-képregények egyik érzelmileg és emberileg legautentikusabb szereplője. A „hétköznapi embert”, a „valódi embert” testesíti meg, aki esendő és bizonytalan. A történet előkészítése idejében a kiadó már tervbe vette Parker és szerelme, Mary Jane házasságkötését. A tényező, hogy a Kraven utolsó vadászatában megjelenő Pókember már házas ember, egy újabb érzelmi síkot jelentett a történet számára, mely alapvetően áthatott azt. „Mary Jane jelenléte, az ő szíve és lelke volt az, ami lenyúlt Peter szívéhez és lelkéhez, és kikényszerítette abból a koporsóból, ki a sírból, ki a fénybe.” – írta DeMatteis a Peter Parker és Mary Jane közötti kapcsolatról. Kravenben DeMatteis a dosztojevszkiji megkínzott orosz lélek gyötrelmeit testesítette meg. Zeck megítélése szerint Kraven halála a győzedelmes végkifejletet jelentette a szereplő számára, DeMatteis azonban ezzel egyáltalán nem ért egyet. Kraven megszállottsága, mely végül öngyilkosságához vezetett, elmebajának tünete volt. A győzedelmes vég képe csak a szereplő fejében, egy megháborodott elmében létezett. A fő különbség a két szereplő, Peter Parker és Kraven között, hogy míg az előbbinek a szeretet, melyet Mary Jane testesített meg, jelen volt az életében, addig ezt az utóbbi az édesanyja halálával, ki szintén elmebetegségben szenvedett, régen elveszítette. Vermin, mint központi szereplő, kontrasztként jelenik meg a Peter Parker és a Kraven által megtestesített Pókember között.